# Christi-Himmelfahrts-Kirche (Čačak)

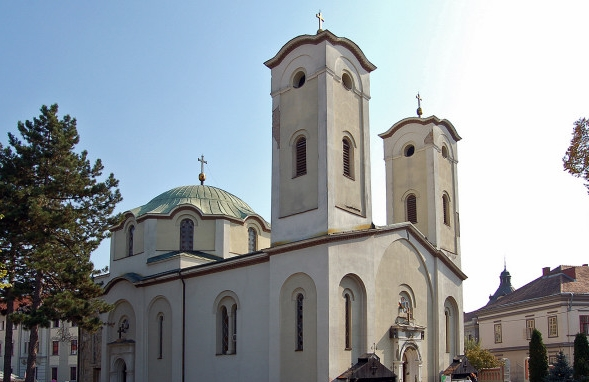
Christi-Himmelfahrts-Kirche Čačak

Die Christi-Himmelfahrtskirche Čačak (serbisch Црква Вазнесења Господњег у Чачку Crkva Vaznesenja Gospodnjeg u Čačku) ist eine serbisch-orthodoxe Kirche in Čačak im Bezirk Moravica in Zentralserbien. Sie steht als Kulturdenkmal hoher Bedeutung unter Denkmalschutz (Nr. SK 535).
Die Kirche ist Sitz der Pfarreien I-XI der Kirchengemeinde der Christi-Himmelfahrts-Kirche zu Čačak und Sitz des Dekanats Trnava der Eparchie Žiča der Serbisch-orthodoxen Kirche. 

## Geschichte
Die heutige Kirche wurde zwischen 1180 und 1190 im Stadtzentrum von Čačak auf den Ruinen einer ehemaligen der Mutter Gottes gewidmeten Kirche errichtet. Sie wurde von Župa Stracimir, dem Bruder von Stefan Nemanja, gegründet. Zur Zeit der osmanischen Besatzung zwischen 1459 und 1814 wurde das Gebäude dreimal in eine Moschee umgewandelt. Später wurde es mehrmals umgebaut, insbesondere von 1926 bis 1929 vom Architekten Petar Popović, einem Vertreter des serbisch-byzantinischen Stils.
Die 29,75 Meter lange Saalkirche besitzt einen Narthex und eine dreiseitige Apsis. Der zentrale Teil wird von einer rund 12 Meter hohen Kuppel überragt, die auf Trompen beruht. Die Fassaden sind mit senkrechten Arkaden und langen gewölbten Öffnungen verziert. Die Westfassade wird von zwei hohen Türmen überragt.
Die monumentale Ikonostase wurde zur Zeit der Errichtung der Kirche zwischen 1834 und 1846 von Živko Pavlović gemalt, der unter dem Beinamen des „Malers von Požarevac“ bekannt war. Damals war Nićifor Maksimović Bischof der Region.
Die Kirche hat einen Schatz mit mehreren Manuskripten, darunter dem Evangelium von Čačak, sowie einer Ikonensammlung mit einer Madonna Hodegetria, die von einem unbekannten Maler des 16. Jahrhunderts hergestellt wurde.